# NGC 12
NGC 12 es una galaxia espiral en la constelación de Piscis. Fue descubierta por William Herschel el 6 de diciembre de 1790.